# 12e étape du Tour de France 2016
Pour un article plus général, voir Tour de France 2016.
La 12e étape du Tour de France 2016 se déroule le jeudi 14 juillet 2016 entre Montpellier et le Chalet Reynard sur une distance de 178 kilomètres,. L'arrivée initialement prévue au sommet du Mont Ventoux a été placée plus bas en raison du vent violent dans les derniers kilomètres d'ascension. L'étape est remportée par Thomas De Gendt qui faisait partie d'une échappée de 13 coureurs. Grâce à son passage en tête dans les 3 côtes répertoriées, il reprend le maillot à pois qu'il possédait quelques jours plus tôt.
Cette étape est marquée par un événement inédit : le maillot jaune Chris Froome brise son vélo en percutant une moto de télévision dans la montée du Mont Ventoux et pour ne pas perdre de temps en attendant d'être dépanné, il part en courant sans vélo au milieu de la foule nombreuse. Il perd du temps et à l'arrivée, il perd brièvement son maillot jaune au profit d'Adam Yates le 2e du classement général. Il conserve finalement son maillot car le jury de l’épreuve décide de garder les écarts entre les coureurs au moment de l’accident. Cette décision crée une polémique et Froome est hué par le public lors la remise du maillot jaune.

## Parcours
Le parcours originel de Montpellier au sommet du Mont Ventoux mesurait 184 kilomètres. À la suite de la décision, du fait des rafales de vent, de déplacer l'arrivée au Chalet Reynard, l'ascension finale du Ventoux est diminuée de 6 kilomètres.

Les 100 premiers kilomètres jusqu'à l'entrée dans le Vaucluse sont relativement plats. S'ensuivent deux côtes (Côte de Gordes de 4e catégorie et Côte des Trois Termes de 3e catégorie) à 50 km de l'arrivée. L'étape se termine par l'ascension finale hors catégorie de 9,5 km de Saint-Estève au Chalet Reynard.

## Déroulement de la course

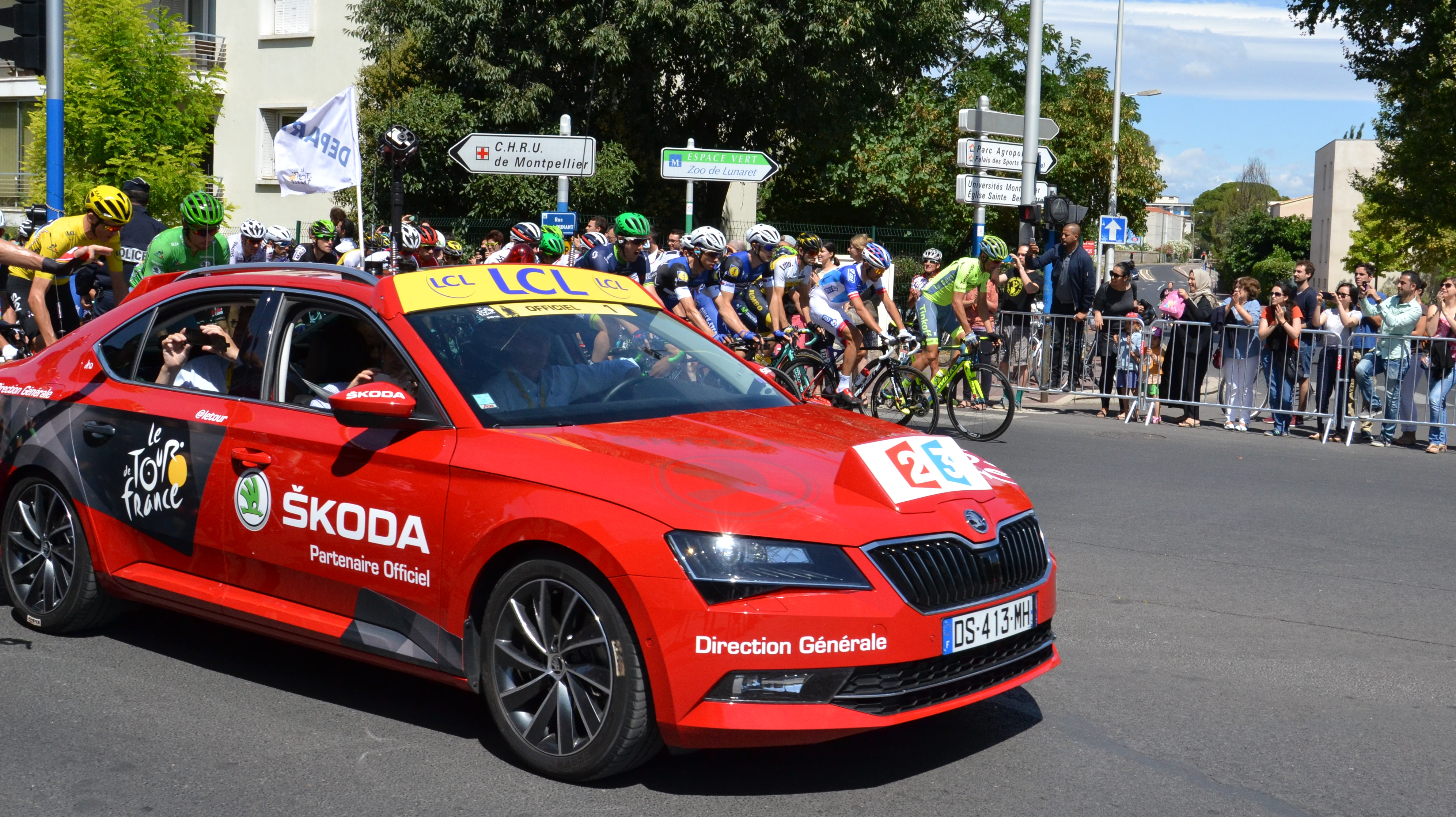
Le peloton quitte Montpellier avant le départ réel.

Treize coureurs forment une échappée durant les premiers kilomètres de l'étape : Sylvain Chavanel, Bryan Coquard (Direct Energie), Stef Clement (IAM), Thomas De Gendt, André Greipel (Lotto-Soudal), Iljo Keisse (Etixx-Quick Step), Cyril Lemoine, Daniel Navarro (Cofidis), Bert-Jan Lindeman, Sep Vanmarcke (LottoNL-Jumbo), Serge Pauwels, Daniel Teklehaimanot (Dimension Data) et Chris Anker Sörensen (Fortuneo-Vital Concept). Ils comptent jusqu'à 18 min 45 s d'avance sur le peloton et abordent l'ascension finale avec une avance de sept minutes, suffisante pour leur permettre de se disputer la victoire d'étape. De Gendt, Navarro et Pauwels se montrent les plus à l'aise dans l'ascension. De Gendt s'impose au sprint et ajoute à son palmarès une deuxième victoire sur un sommet « mythique » après le Stelvio du Tour d'Italie 2012.
Au sein du peloton, l'équipe Etixx-Quick Step accélère à environ cent kilomètres de l'arrivée et crée des bordures. Un peloton de plus de cent coureurs se trouve ainsi retardé. Y figurent notamment le porteur du maillot vert Peter Sagan, le maillot à pois Thibaut Pinot, Louis Meintjes et Warren Barguil.
À trente kilomètres de l'arrivée, Simon Gerrans chute à l'avant du premier peloton, entraînant avec lui trois coéquipiers de Christopher Froome. Celui-ci exige et obtient des autres coureurs que ses équipiers soient attendus. Le ralentissement qui en résulte permet un regroupement avec le peloton retardé.
Durant les premiers kilomètres d'ascension, Alejandro Valverde, puis Nairo Quintana, tentent deux accélérations, mais sont rapidement repris par le groupe des favoris, emmené par les équipiers de Froome, Sergio Henao et Wouter Poels.
Froome attaque à son tour et distance Quintana à 3,5 km de l'arrivée. Seuls Richie Porte et Bauke Mollema parviennent à le suivre.
À l'approche du dernier kilomètre, ces trois coureurs percutent une moto de France Télévisions, bloquée par la foule nombreuse,. Tandis que Mollema et Porte repartent, Froome se retrouve avec un vélo inutilisable. Il doit attendre d'être dépanné par la voiture neutre, et part en courant afin de ne pas perdre de temps, offrant aux spectateurs « une scène aussi inédite que surréaliste » pour Le Monde. Un vélo de secours lui est donné, qui ne convient cependant pas car les pédales ne sont pas adaptées à ses chaussures, et doit être remplacé par un autre vélo à 400 mètres de l'arrivée. Froome passe la ligne d'arrivée une minute et demie après Adam Yates, qui se voit provisoirement attribuer le maillot jaune.
Une demi-heure après l'arrivée, le jury décide toutefois de prendre en compte la situation de course au moment de l'incident, et par conséquent d'attribuer à Froome et Porte, également retardé, le même temps qu'à Mollema. Froome conserve donc le maillot jaune, avec désormais une avance de 47 secondes sur son dauphin Adam Yates. La décision du jury ne fait pas l'unanimité à l'arrivée. Froome est ainsi hué à la remise du maillot jaune sur le podium, tandis que Mollema « [se] demande ce qui se serait passé [s'il avait] été le seul à tomber… ».

## Résultats

### Classement de l'étape
| \| Classement de l'étape \| Classement de l'étape \| Classement de l'étape \| Classement de l'étape \| Classement de l'étape \| \| Coureur \| Coureur \| Pays \| Équipe \| Temps \| \| --------------------- \| --------------------- \| --------------------- \| -------------------------- \| --------------------- \| \| 1er \| Thomas De Gendt \| Belgique \| Lotto-Soudal \| 4 h 31 min 51 s \| \| 2e \| Serge Pauwels \| Belgique \| Dimension Data \| + 2 s \| \| 3e \| Daniel Navarro \| Espagne \| Cofidis, Solutions Crédits \| + 14 s \| \| 4e \| Stef Clement \| Pays-Bas \| IAM Cycling \| + 40 s \| \| 5e \| Sylvain Chavanel \| France \| Direct Énergie \| + 40 s \| \| 6e \| Bert-Jan Lindeman \| Pays-Bas \| LottoNL-Jumbo \| + 2 min 52 s \| \| 7e \| Daniel Teklehaimanot \| Érythrée \| Dimension Data \| + 3 min 13 s \| \| 8e \| Sep Vanmarcke \| Belgique \| LottoNL-Jumbo \| + 3 min 26 s \| \| 9e \| Chris Anker Sørensen \| Danemark \| Fortuneo-Vital Concept \| + 4 min 23 s \| \| 10e \| Bauke Mollema \| Pays-Bas \| Trek-Segafredo \| + 5 min 05 s \| |                      |          |                            |                 |
| |                      |          |                            |                 |
| Source : ProCyclingStats |                      |          |                            |                 |
| Classement de l'étape |                      |          |                            |                 |
| Coureur | Coureur              | Pays     | Équipe                     | Temps           |
| 1er | Thomas De Gendt      | Belgique | Lotto-Soudal               | 4 h 31 min 51 s |
| 2e | Serge Pauwels        | Belgique | Dimension Data             | + 2 s           |
| 3e | Daniel Navarro       | Espagne  | Cofidis, Solutions Crédits | + 14 s          |
| 4e | Stef Clement         | Pays-Bas | IAM Cycling                | + 40 s          |
| 5e | Sylvain Chavanel     | France   | Direct Énergie             | + 40 s          |
| 6e | Bert-Jan Lindeman    | Pays-Bas | LottoNL-Jumbo              | + 2 min 52 s    |
| 7e | Daniel Teklehaimanot | Érythrée | Dimension Data             | + 3 min 13 s    |
| 8e | Sep Vanmarcke        | Belgique | LottoNL-Jumbo              | + 3 min 26 s    |
| 9e | Chris Anker Sørensen | Danemark | Fortuneo-Vital Concept     | + 4 min 23 s    |
| 10e | Bauke Mollema        | Pays-Bas | Trek-Segafredo             | + 5 min 05 s    |

### Points attribués
| Sprint intermédiaire - Mollégès-Gare (km 102,5) | Sprint intermédiaire - Mollégès-Gare (km 102,5) | Sprint intermédiaire - Mollégès-Gare (km 102,5) | Sprint intermédiaire - Mollégès-Gare (km 102,5) | Sprint intermédiaire - Mollégès-Gare (km 102,5) |
| ----------------------------------------------- | ----------------------------------------------- | ----------------------------------------------- | ----------------------------------------------- | ----------------------------------------------- |
|                                                 | Coureur                                         | Pays                                            | Équipe                                          | Point(s)                                        |
| 1er                                             | Iljo Keisse                                     | Belgique                                        | Etixx-Quick Step                                | 20                                              |
| 2e                                              | Bert-Jan Lindeman                               | Pays-Bas                                        | Lotto NL-Jumbo                                  | 17                                              |
| 3e                                              | André Greipel                                   | Allemagne                                       | Lotto-Soudal                                    | 15                                              |
| 4e                                              | Bryan Coquard                                   | France                                          | Direct Énergie                                  | 13                                              |
| 5e                                              | Thomas De Gendt                                 | Belgique                                        | Lotto-Soudal                                    | 11                                              |
| 6e                                              | Daniel Navarro                                  | Espagne                                         | Cofidis                                         | 10                                              |
| 7e                                              | Daniel Teklehaimanot                            | Érythrée                                        | Dimension Data                                  | 9                                               |
| 8e                                              | Serge Pauwels                                   | Belgique                                        | Dimension Data                                  | 8                                               |
| 9e                                              | Cyril Lemoine                                   | France                                          | Cofidis                                         | 7                                               |
| 10e                                             | Sylvain Chavanel                                | France                                          | Direct Énergie                                  | 6                                               |
| 11e                                             | Chris Anker Sørensen                            | Danemark                                        | Fortuneo-Vital Concept                          | 5                                               |
| 12e                                             | Stef Clement                                    | Pays-Bas                                        | IAM                                             | 4                                               |
| 13e                                             | Sep Vanmarcke                                   | Belgique                                        | Lotto NL-Jumbo                                  | 3                                               |
| 14e                                             | Cyril Gautier                                   | France                                          | AG2R La Mondiale                                | 2                                               |
| 15e                                             | Paul Voss                                       | Allemagne                                       | Bora-Argon 18                                   | 1                                               |
| modifier                                        |                                                 |                                                 |                                                 |                                                 |

| Arrivée d'étape - Chalet Reynard (km 178) | Arrivée d'étape - Chalet Reynard (km 178) | Arrivée d'étape - Chalet Reynard (km 178) | Arrivée d'étape - Chalet Reynard (km 178) | Arrivée d'étape - Chalet Reynard (km 178) |
| ----------------------------------------- | ----------------------------------------- | ----------------------------------------- | ----------------------------------------- | ----------------------------------------- |
|                                           | Coureur                                   | Pays                                      | Équipe                                    | Point(s)                                  |
| 1er                                       | Thomas De Gendt                           | Belgique                                  | Lotto-Soudal                              | 30                                        |
| 2e                                        | Serge Pauwels                             | Belgique                                  | Dimension Data                            | 25                                        |
| 3e                                        | Daniel Navarro                            | Espagne                                   | Cofidis                                   | 22                                        |
| 4e                                        | Stef Clement                              | Pays-Bas                                  | IAM                                       | 19                                        |
| 5e                                        | Sylvain Chavanel                          | France                                    | Direct Énergie                            | 17                                        |
| 6e                                        | Bert-Jan Lindeman                         | Pays-Bas                                  | Lotto NL-Jumbo                            | 15                                        |
| 7e                                        | Daniel Teklehaimanot                      | Érythrée                                  | Dimension Data                            | 13                                        |
| 8e                                        | Sep Vanmarcke                             | Belgique                                  | Lotto NL-Jumbo                            | 11                                        |
| 9e                                        | Chris Anker Sørensen                      | Danemark                                  | Fortuneo-Vital Concept                    | 9                                         |
| 10e                                       | Bauke Mollema                             | Pays-Bas                                  | Trek-Segafredo                            | 7                                         |
| 11e                                       | Adam Yates                                | Royaume-Uni                               | Orica-BikeExchange                        | 6                                         |
| 12e                                       | Fabio Aru                                 | Italie                                    | Astana                                    | 5                                         |
| 13e                                       | Louis Meintjes                            | Afrique du Sud                            | Lampre-Merida                             | 4                                         |
| 14e                                       | Romain Bardet                             | France                                    | AG2R La Mondiale                          | 3                                         |
| 15e                                       | Joaquim Rodríguez                         | Espagne                                   | Katusha                                   | 2                                         |
| modifier                                  |                                           |                                           |                                           |                                           |

|   | Coureur         | Pays     | Équipe         | Secondes |
| - | --------------- | -------- | -------------- | -------- |
| 1 | Thomas De Gendt | Belgique | Lotto-Soudal   | 10 s     |
| 2 | Serge Pauwels   | Belgique | Dimension Data | 6 s      |
| 3 | Daniel Navarro  | Espagne  | Cofidis        | 4 s      |

### Cols et côtes
| Côte de Gordes (km 131,5) - 4e catégorie (3,3 km à 4,8%) | Côte de Gordes (km 131,5) - 4e catégorie (3,3 km à 4,8%) | Côte de Gordes (km 131,5) - 4e catégorie (3,3 km à 4,8%) | Côte de Gordes (km 131,5) - 4e catégorie (3,3 km à 4,8%) | Côte de Gordes (km 131,5) - 4e catégorie (3,3 km à 4,8%) |
| -------------------------------------------------------- | -------------------------------------------------------- | -------------------------------------------------------- | -------------------------------------------------------- | -------------------------------------------------------- |
|                                                          | Coureur                                                  | Pays                                                     | Équipe                                                   | Point(s)                                                 |
| 1er                                                      | Thomas De Gendt                                          | Belgique                                                 | Lotto-Soudal                                             | 1                                                        |
| modifier                                                 |                                                          |                                                          |                                                          |                                                          |

| Col des Trois Termes (km 135,5) - 3e catégorie (2,5 km à 7,5%) | Col des Trois Termes (km 135,5) - 3e catégorie (2,5 km à 7,5%) | Col des Trois Termes (km 135,5) - 3e catégorie (2,5 km à 7,5%) | Col des Trois Termes (km 135,5) - 3e catégorie (2,5 km à 7,5%) | Col des Trois Termes (km 135,5) - 3e catégorie (2,5 km à 7,5%) |
| -------------------------------------------------------------- | -------------------------------------------------------------- | -------------------------------------------------------------- | -------------------------------------------------------------- | -------------------------------------------------------------- |
|                                                                | Coureur                                                        | Pays                                                           | Équipe                                                         | Point(s)                                                       |
| 1er                                                            | Thomas De Gendt                                                | Belgique                                                       | Lotto-Soudal                                                   | 2                                                              |
| 2e                                                             | Stef Clement                                                   | Pays-Bas                                                       | IAM                                                            | 1                                                              |
| modifier                                                       |                                                                |                                                                |                                                                |                                                                |

| Chalet Reynard (km 178) - Hors catégorie (9,5 km à 9,3%) | Chalet Reynard (km 178) - Hors catégorie (9,5 km à 9,3%) | Chalet Reynard (km 178) - Hors catégorie (9,5 km à 9,3%) | Chalet Reynard (km 178) - Hors catégorie (9,5 km à 9,3%) | Chalet Reynard (km 178) - Hors catégorie (9,5 km à 9,3%) |
| -------------------------------------------------------- | -------------------------------------------------------- | -------------------------------------------------------- | -------------------------------------------------------- | -------------------------------------------------------- |
|                                                          | Coureur                                                  | Pays                                                     | Équipe                                                   | Point(s)                                                 |
| 1er                                                      | Thomas De Gendt                                          | Belgique                                                 | Lotto-Soudal                                             | 50                                                       |
| 2e                                                       | Serge Pauwels                                            | Belgique                                                 | Dimension Data                                           | 40                                                       |
| 3e                                                       | Daniel Navarro                                           | Espagne                                                  | Cofidis                                                  | 32                                                       |
| 4e                                                       | Stef Clement                                             | Pays-Bas                                                 | IAM                                                      | 28                                                       |
| 5e                                                       | Sylvain Chavanel                                         | France                                                   | Direct Énergie                                           | 24                                                       |
| 6e                                                       | Bert-Jan Lindeman                                        | Pays-Bas                                                 | Lotto NL-Jumbo                                           | 20                                                       |
| 7e                                                       | Daniel Teklehaimanot                                     | Érythrée                                                 | Dimension Data                                           | 16                                                       |
| 8e                                                       | Sep Vanmarcke                                            | Belgique                                                 | Lotto NL-Jumbo                                           | 12                                                       |
| 9e                                                       | Chris Anker Sørensen                                     | Danemark                                                 | Fortuneo-Vital Concept                                   | 8                                                        |
| 10e                                                      | Bauke Mollema                                            | Pays-Bas                                                 | Trek-Segafredo                                           | 4                                                        |
| modifier                                                 |                                                          |                                                          |                                                          |                                                          |

## Classements à l'issue de l'étape

### Classement général
| \| Classement général \| Classement général \| Classement général \| Classement général \| Classement général \| \| Coureur \| Coureur \| Pays \| Équipe \| Temps \| \| ------------------ \| ------------------ \| ------------------ \| ------------------ \| ------------------ \| \| 1er \| Christopher Froome \| Royaume-Uni \| Team Sky \| 57 h 11 min 33 s \| \| 2e \| Adam Yates \| Royaume-Uni \| Orica-BikeExchange \| + 47 s \| \| 3e \| Bauke Mollema \| Pays-Bas \| Trek-Segafredo \| + 56 s \| \| 4e \| Nairo Quintana \| Colombie \| Movistar Team \| + 1 min 01 s \| \| 5e \| Romain Bardet \| France \| AG2R La Mondiale \| + 1 min 15 s \| \| 6e \| Alejandro Valverde \| Espagne \| Movistar Team \| + 1 min 39 s \| \| 7e \| Tejay van Garderen \| États-Unis \| BMC Racing Team \| + 1 min 44 s \| \| 8e \| Fabio Aru \| Italie \| Astana \| + 1 min 54 s \| \| 9e \| Dan Martin \| Irlande \| Etixx-Quick Step \| + 1 min 56 s \| \| 10e \| Joaquim Rodríguez \| Espagne \| Katusha \| + 2 min 11 s \| |                    |             |                    |                  |
| |                    |             |                    |                  |
| Source : ProCyclingStats |                    |             |                    |                  |
| Classement général |                    |             |                    |                  |
| Coureur | Coureur            | Pays        | Équipe             | Temps            |
| 1er | Christopher Froome | Royaume-Uni | Team Sky           | 57 h 11 min 33 s |
| 2e | Adam Yates         | Royaume-Uni | Orica-BikeExchange | + 47 s           |
| 3e | Bauke Mollema      | Pays-Bas    | Trek-Segafredo     | + 56 s           |
| 4e | Nairo Quintana     | Colombie    | Movistar Team      | + 1 min 01 s     |
| 5e | Romain Bardet      | France      | AG2R La Mondiale   | + 1 min 15 s     |
| 6e | Alejandro Valverde | Espagne     | Movistar Team      | + 1 min 39 s     |
| 7e | Tejay van Garderen | États-Unis  | BMC Racing Team    | + 1 min 44 s     |
| 8e | Fabio Aru          | Italie      | Astana             | + 1 min 54 s     |
| 9e | Dan Martin         | Irlande     | Etixx-Quick Step   | + 1 min 56 s     |
| 10e | Joaquim Rodríguez  | Espagne     | Katusha            | + 2 min 11 s     |

### Classement par points
| Classement par points | Classement par points | Classement par points | Classement par points | Classement par points |
| --------------------- | --------------------- | --------------------- | --------------------- | --------------------- |
|                       | Coureur               | Pays                  | Équipe                | Point(s)              |
| 1er                   | Peter Sagan           | Slovaquie             | Tinkoff               | 309 points            |
| 2e                    | Mark Cavendish        | Royaume-Uni           | Dimension Data        | 219 pts               |
| 3e                    | Marcel Kittel         | Allemagne             | Etixx-Quick Step      | 202 pts               |
| 4e                    | Bryan Coquard         | France                | Direct Énergie        | 125 pts               |
| 5e                    | Michael Matthews      | Australie             | Orica-BikeExchange    | 124 pts               |
| 6e                    | André Greipel         | Allemagne             | Lotto-Soudal          | 114 pts               |
| 7e                    | Greg Van Avermaet     | Belgique              | BMC Racing            | 112 pts               |
| 8e                    | Thomas De Gendt       | Belgique              | Lotto-Soudal          | 106 pts               |
| 9e                    | Alexander Kristoff    | Norvège               | Katusha               | 92 pts                |
| 10e                   | Daniel Navarro        | Espagne               | Cofidis               | 90 pts                |
| modifier              |                       |                       |                       |                       |

### Classement du meilleur grimpeur
| Classement du meilleur grimpeur | Classement du meilleur grimpeur | Classement du meilleur grimpeur | Classement du meilleur grimpeur | Classement du meilleur grimpeur |
| ------------------------------- | ------------------------------- | ------------------------------- | ------------------------------- | ------------------------------- |
|                                 | Coureur                         | Pays                            | Équipe                          | Point(s)                        |
| 1er                             | Thomas De Gendt                 | Belgique                        | Lotto-Soudal                    | 89 points                       |
| 2e                              | Thibaut Pinot                   | France                          | FDJ                             | 80 pts                          |
| 3e                              | Rafał Majka                     | Pologne                         | Tinkoff                         | 77 pts                          |
| 4e                              | Daniel Navarro                  | Espagne                         | Cofidis                         | 68 pts                          |
| 5e                              | Tom Dumoulin                    | Pays-Bas                        | Giant-Alpecin                   | 58 pts                          |
| 6e                              | Rui Costa                       | Portugal                        | Lampre-Merida                   | 50 pts                          |
| 7e                              | Serge Pauwels                   | Belgique                        | Dimension Data                  | 40 pts                          |
| 8e                              | Stef Clement                    | Pays-Bas                        | IAM                             | 35 pts                          |
| 9e                              | Diego Rosa                      | Italie                          | Astana                          | 27 pts                          |
| 10e                             | Winner Anacona                  | Colombie                        | Movistar                        | 26 pts                          |
| modifier                        |                                 |                                 |                                 |                                 |

### Classement du meilleur jeune
| Classement général du meilleur jeune | Classement général du meilleur jeune | Classement général du meilleur jeune | Classement général du meilleur jeune | Classement général du meilleur jeune |
|                                      | Coureur                              | Pays                                 | Équipe                               | Temps                                |
| ------------------------------------ | ------------------------------------ | ------------------------------------ | ------------------------------------ | ------------------------------------ |
| 1er                                  | Adam Yates                           | Royaume-Uni                          | Orica-BikeExchange                   | en 57 h 12 min 20 s                  |
| 2e                                   | Louis Meintjes                       | Afrique du Sud                       | Lampre-Merida                        | + 1 min 42 s                         |
| 3e                                   | Warren Barguil                       | France                               | Giant-Alpecin                        | + 3 min 41 s                         |
| 4e                                   | Emanuel Buchmann                     | Allemagne                            | Bora-Argon 18                        | + 13 min 46 s                        |
| 5e                                   | Wilco Kelderman                      | Pays-Bas                             | Lotto NL-Jumbo                       | + 25 min 27 s                        |
| modifier                             |                                      |                                      |                                      |                                      |

### Classement par équipes
| Classement par équipes | Classement par équipes | Classement par équipes | Classement par équipes |
|                        | Équipe                 | Pays                   | Temps                  |
| ---------------------- | ---------------------- | ---------------------- | ---------------------- |
| 1re                    | BMC Racing             | États-Unis             | en 171 h 28 min 49 s   |
| 2e                     | Movistar               | Espagne                | + 3 min 50 s           |
| 3e                     | Sky                    | Royaume-Uni            | + 7 min 42 s           |
| 4e                     | Astana                 | Kazakhstan             | + 22 min 25 s          |
| 5e                     | AG2R La Mondiale       | France                 | + 38 min 48 s          |
| modifier               |                        |                        |                        |

## Abandons
- 147 -  Jurgen Van den Broeck (Katusha) : non partant
- 178 -  Angélo Tulik (Direct Énergie) : abandon